# الفروانیه
شهر الفروانیه (به عربی: الفروانیة) در استان فروانیه در کشور کویت واقع شده‌است. جمعیت این شهر ۸۳٫۵۴۴ نفر است. الفروانیه مرکز استان فروانیه کویت می‌باشد.